# Boloňské umělkyně

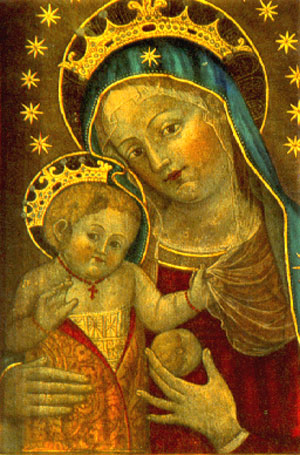
Kateřina Boloňská: Madona s Ježíškem

Významné italské město Boloňa (italsky Bologna) mělo první univerzitu na světě, která byla založena v roce 1119. Prvenství má toto město také v umělecké tvorbě žen, které se obvykle označují jako boloňské umělkyně. V renesanci se tady narodila první malířka a tvořila první významná sochařka. V každém století od renesance tu působila významná umělkyně. Tyto ženy měly i velký organizační dar. Jeho zaměřením bylo založení kláštera, soukromé malířské akademie pro ženy, účast při založení Akademie Clementina, vedení malířské dílny nebo aktivní účast ve spolku na památku Danteho a Beatrice. K dalším z jejich vlivů patřila schopnost inspirovat druhé. Nejen v jejich století, ale i ve stoletích dalších. A to i inspirovat umělce jiných uměleckých oborů jako medailérství, grafika nebo tvorba známek. Inspirovaly i spisovatele, z českých spisovatelů Julia Zeyera, básníka Jaroslava Vrchlického nebo keramičku a sochařku Helenu Johnovou. První malířkou byla Kateřina Boloňská.

## Umělkyně v renesanci

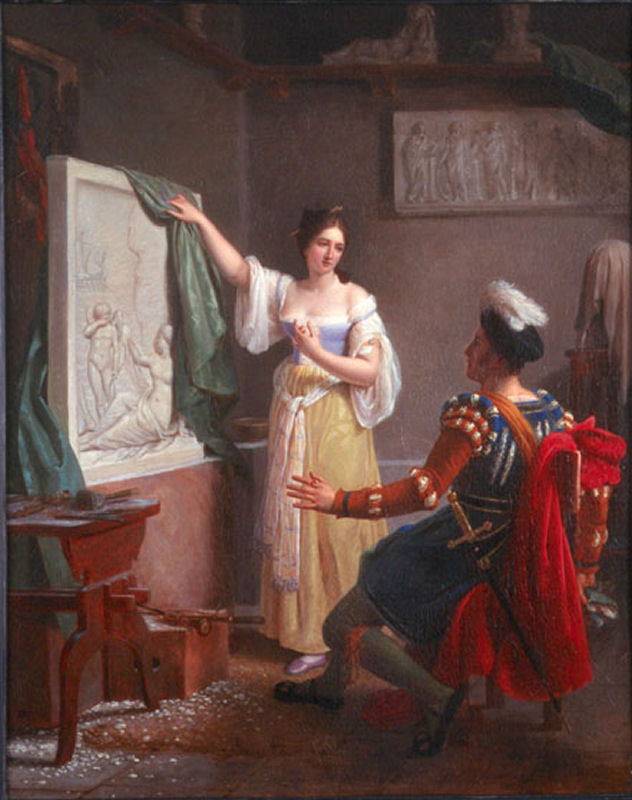
Louis Ducis: Properzia de Rossi dokončuje poslední reliéf Josef a Potifarova žena

Kateřina Boloňská (nebo Caterina da Bologna, Caterina de Vigri) se narodila v Boloni v roce 1413. Od jedenácti let se vzdělávala na dvoře rodiny d'Este ve Ferraře, kde byl její otec notářem. Měla tu přístup ke knihovně a získala neobyčejnou vzdělanost. Stala se spisovatelkou, malířkou, vizionářkou. V roce 1432 vstoupila do kláštera klarisek. Psala a ilustrovala si svůj vlastní breviář, vznikla kniha Sedm duchovních zbraní. Byla odbornicí na miniatury. Její obraz sv. Ursuly s družinou je v Gallerii dell Accademia v Benátkách. V roce 1456 byla povolána do rodného města, aby založila klášter, který vedla až do své smrti roku 1463. Kanonizována byla v roce 1712.
Properzia de Rossi (1490–1530) se školila u žáka Raffaela, Raimondiho, významného grafika. Zkoušela s úspěchem i řezbářství, když vytvářela postavy do ovocných pecek. Později se dopracovala až k sochařství. I tu byla úspěšná. Získala zakázku na reliéfy pro kostel San Petronio v Boloni a vytvořila do mramoru čtyři reliéfy na starozákonní témata. Nejvýznamnější z nich, Josef a Putifarova žena, se jí stal osudným. Stala se obětí pomluvy, že tu vyjádřila svou neopětovanou lásku k hraběti Malvasiovi. Tuto pomluvu a jiné o ní šířil průměrný malíř Appertini, který se s ní i soudil. Zemřela v chudobě. Její reliéfy jsou přístupné v sakristii kostela San Petronio.
Lavinia Fontana (1552–1614) se narodila v rodině významného boloňského malíře Prospera Fontany, otec ji i učil malovat. V jeho dílně se seznámila se svým budoucím manželem co uznal, že Lavinia je mnohem talentovanější než on, pomáhal jí s obrazy, domácností i s dětmi, kterých měli 11. Získávala mnoho zakázek na portréty od boloňských žen, profesorů univerzity i od církve a začala malovat i náboženské obrazy. Nejvýznamnější zakázku dostala od španělského krále Filipa II pro Escorial, který ji štědře odměnil. V roce 1604 se odstěhovala i s rodinou na pozvání papeže do Říma. Namalovala portrét papeže, náboženské obrazy a především byly oblíbené její portréty. V Římě i zemřela. V pinacotece v Boloni má vyhrazený sál, na jehož čele je obraz rodiny Gozzadini, velký 2,5 x 2m. Další obraz je na radnici.

## Malířky v baroku

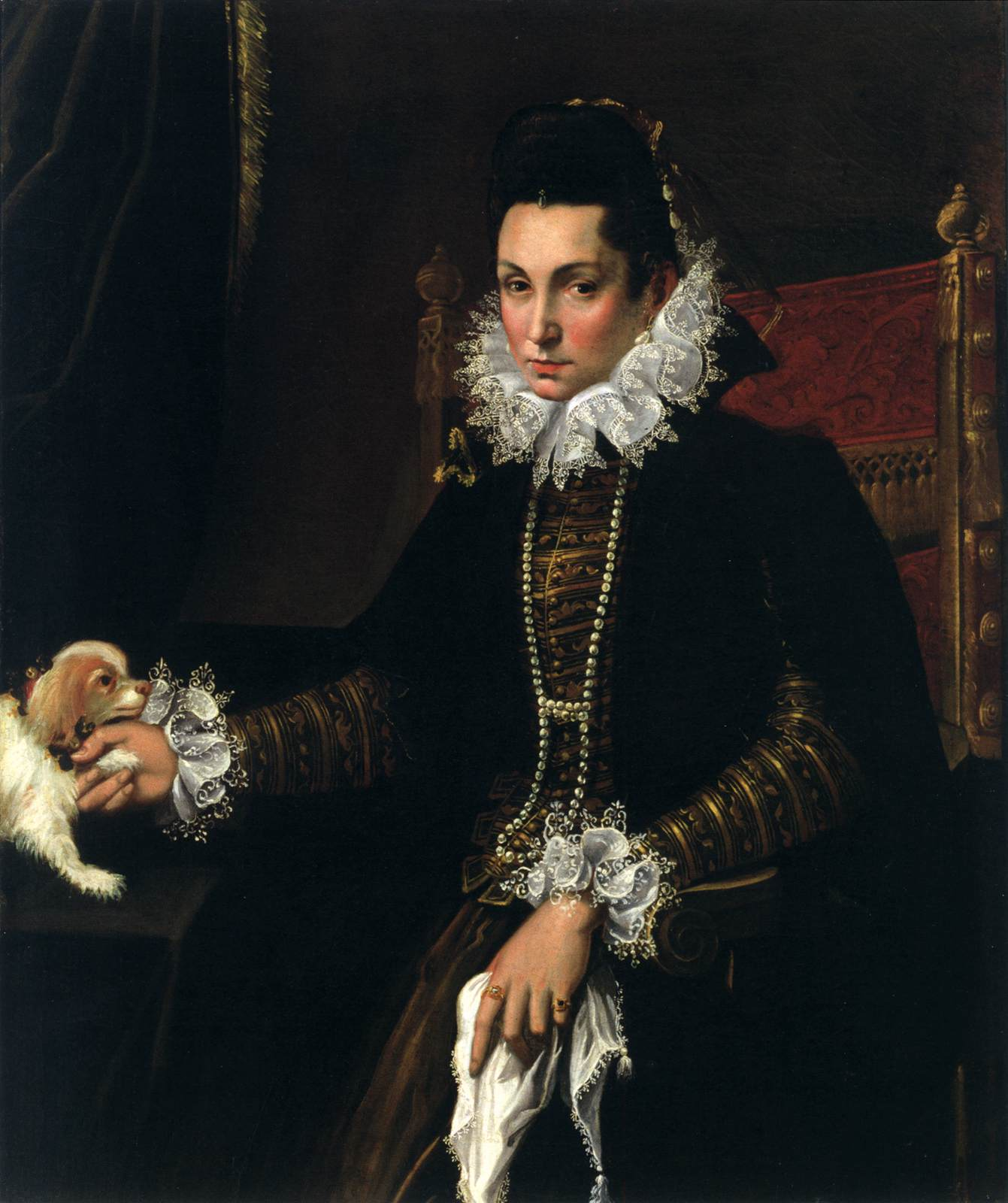
Lavinia Fontana: Dáma s psíkem

Elisabetta Sirani (1638–1665) byla v malířství vzdělávána otcem. Když kvůli artróze přestal malovat, Elisabetta živila prodejem svých obrazů celou rodinu. Ještě založila i akademii pro ženy a učila 14 žaček. Malovala portréty, náboženské obrazy, mytologické scény. Udivovala velkou představivostí, malovala rychle, originálně a profesionálně. Měla mnoho zakázek a téměř neznala odpočinku. Z velkého vyčerpání onemocněla a náhle zemřela. Za krátkou dobu své tvorby, 10 let, zanechala téměř 200 obrazů. Jsou v Boloni v pinakotéce, v Pesaru, v kostele v Rimini nebo San Marinu. Její obraz Ecce homo je v galerii v Olomouci. Známou žačkou Sirani byla Ginevra Cantofoli.
Ginevra Cantofoli (1618–1672) začala malovat pozdě. Vytvořila velmi působivé portréty žen, alegorie i náboženské obrazy. Její vynikající portrét Beatrice Cenci, jí připsaný, je zcela v duchu jejich obrazů s působivou hrou světla a stínu. Inspiroval anglického básníka Shelleye k napsání hry The Cenci. Namalovala i Poslední večeři, téma u malířek ojedinělé. Její obraz sv. Tomáše z Villanovy je v kostele San Giacomo Maggiore v Boloni.
Lucia Casalini Torelli (1677–1762) byla velmi nadaná a malovat se učila od třinácti let u malíře Giovanniho Gioseffa dal Soleho. V jeho ateliéru potkala svého budoucího muže Felice Torelliho a po svatbě malovali ve společné dílně. Lucia vynikala v portrétech. Měla vlastní styl i smysl pro barevnost. Významné byly její portréty šlechtické rodiny Augustů. S manželem vyučovali soukromě i žáky. Byli aktivními zakladateli Akademie Clementina v Boloni. Lucia má dva obrazy v kostele San Domenico.
- Theresa Maria Coriolano (1620–1671)

- Eleonora Monti (1727–1760)

## Skladatelka i básnířka

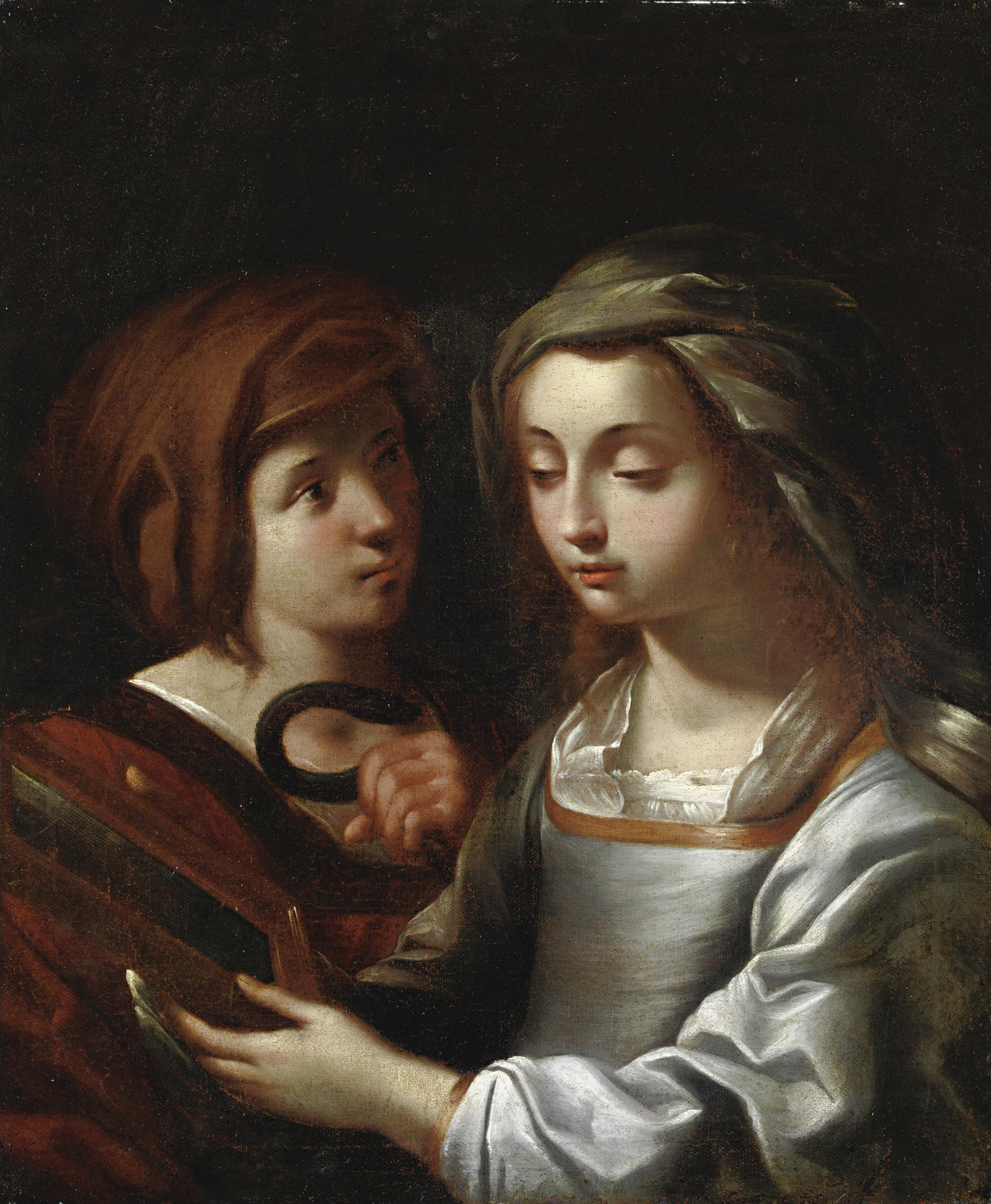
Ginevra Cantofoli: Alegorická scéna

Carlotta Ferrari (1840–1907) se do Boloni odstěhovala v roce 1875, kdy tu byla vyznamenaná na konzervatoři za úspěšnou skladatelskou činnost a už tady zůstala až do své smrti. V roce 1857 složila operu Ugo, v roce 1866 Sofia a lyrickou operu Eleonora d'Arborea. Skládala i hymny, kantáty, mše a desítky písní na motivy děl svého oblíbeného Danta. Slova si psala sama, byla i básnířkou. Její poezie vyšla ve 4 svazcích v roce 1879. V roce 1889 se stala předsedkyní Florentského výboru žen.

## Inspirující umělkyně
Catarina da Bologna byla inspirací pro rozhodnutí florentského malíře Nelliho, který pro uplatnění neobyčejného talentu své dcery Puliseny viděl jedinou možnost dát ji do kláštera. Tam se jeho dcera stala úspěšnou malířkou rozměrných náboženských obrazů a namalovala i Poslední večeři pro kostel Santa Maria Novella ve Florencii.
Properzie de Rossi svým životem a dílem inspirovala českého spisovatele Julia Zeyera k napsání povídky Inultus. Z Properzie si sochařka z Itálie Flavie, hrdinka povídky, vzala pro svou tvorbu příklad, ale byla bezcitná a toužící jen po slávě a penězích. Skončila tragicky. Taková ale nebyla budoucí keramička a sochařka Helena Johnová, která se rozhodla po přečtení této povídky stát se sochařkou. Byla nesmírně obětavá a založila za osobních obětí keramickou dílnu na UMPRUM v Praze. Properzii věnoval medailonek ve své slavné knize Vasari.
Lavinia Fontana zaujala americkou spisovatelku Louisu Hawes, která prostudovala její život a dílo a napsala historickou fikci s názvem Vanishing point: A Story of Lavinia Fontana (2004). Tato kniha byly navržena v Americe na knihu roku.

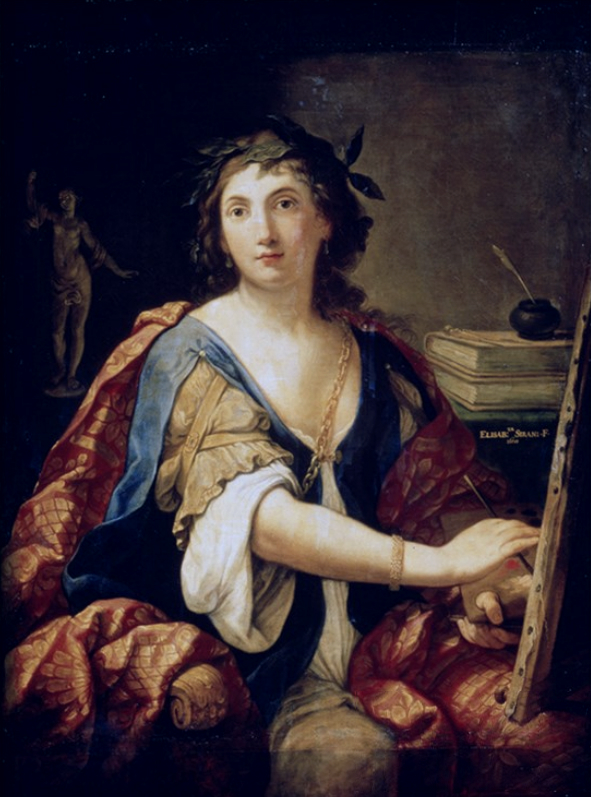
Elisabetta Sirani: Autoportrét

Elisabettu Sirani a její mimořádný talent objevil vědec a historik C. C. Malvasia a přemluvil otce budoucí malířky, aby ji učil malovat. O jejím životě a díle napsal v knize Felsina Pitrice. Obraz Sirani byl vybrán pro americkou sérii poštovních známek k Vánocům v roce 1994.
Lucia Casalini Torelli se svým manželem se účastnili aktivně založení boloňské Akademie Clementina. Lucia se stala v roce 1729 její čestnou členkou. Tuto akademii absolvovala v současnosti talentovaná ilustrátorka a karikaturistka Bianca Bagnarelli. Lucia Torelli byla ve svých portrétech příkladem svému synu Stefanovi, který se stal dvorním malířem Kateřiny II Veliké.
Carlotta Ferrari svými básněmi zaujala českého básníka a překladatele Jaroslava Vrchlického, který její báseň Italia zařadil do knihy Poezie italská nové doby. Tato báseň i jiné básně, povzbuzující ke sjednocení Itálie, byly zařazeny do slovníku National Risorgimento. V roce 1968 uvedlo její rodné město Lody Carlottinu v rámci svých oslav významnou mši.